# 村上市スケートパーク
村上市スケートパーク（むらかみしスケートパーク）は、新潟県村上市瀬波温泉にあるスケートボードを主とした屋内スポーツ施設。2019年（平成31年）4月27日にオープンした。愛称はブルボンスケートパーク村上

## 概要

### 建設の経緯
村上市には元々、同市出身のオリンピック金メダリスト平野歩夢の父が運営を行う、民間の「日本海スケートパーク」（瀬波温泉3丁目、岩船港鮮魚センター隣）があった。同施設は、1966年に建てられた旧市民会館の体育館を改装した施設であり、平野歩夢がトレーニングを行っていた。2014年には屋外に日本最大級のサマースノーボードアプローチキッカーが設置された。
しかし老朽化が進んでいたことから代替施設を整備することとなり、旧「瀬波ビーチランド」跡地に「村上市スケートパーク」が建設されることとなった。

### 施設
メインとなるアリーナにはオリンピック種目の「パーク」と「ストリート」に対応した設備があり、「パーク」は国際大会の開催にも対応している。
屋内にはこのほか、トレーニングマシンやボルダリング設備、ランニングコース、スラックラインなどがある。
施設の屋根などには地元産の木材を活用したCLTが用いられている。
2022年3月30日付で、スポーツ庁のナショナルトレーニングセンター競技別強化拠点施設(スケートボード)に指定された。競技別強化拠点施設で唯一、複数競技のオリンピック金メダリストを輩出した。

## 交通
公共交通
- JR羽越本線 村上駅より新潟交通観光バス 「村上－松喜和－小岩内 線」「村上－瀬波温泉－岩船駅 線」利用。「瀬波三丁目」バス停下車すぐ。
- または、同駅より「せなみ巡回バス」利用。「瀬波温泉前」バス停より徒歩約10分。

- 新潟空港より「瀬波温泉直行ライナー」（要予約）も利用できる[14]。

自動車
- 日本海東北自動車道・村上瀬波温泉ICから約13分。
- 駐車場130台（無料）

## 周辺
日本海に面した瀬波温泉の温泉街がある。また、南側には岩船港鮮魚センターがある。

## その他
村上市は、2017年にオープンしたスケートパークを持つ南魚沼市とスポーツ振興連携協定を結んでいる。
2025年3月ブルボンがネーミングライツ権を取得